# 会話術
会話術（かいわじゅつ）とは、会話を円滑にし、良好な人間関係を築くための技術である。また会話に苦手意識を持つ人たちが後天的に必要最低限のコミュニケーション能力を身につけるために必要な普遍的なメソッドを言う。

## 会話のマナー
- 相手の目を見て話す。ただし見つめすぎるとプレッシャーを与える恐れがある。
- 相手の話をよく聞く。一方的に話すことが会話ではない。話に耳を傾ける人に対して、人は受け入れられている感覚になる。いわゆる話し上手は聞き上手。

## 質問
質問にはクローズドクエスチョンとオープンクエスチョンがある。
クローズドクエスチョンは答えがYesかNoかに絞られる質問。例=「明日までにこの仕事は終わりますか?」
オープンクエスチョンは答えの幅が相手に委ねられている質問。(5w1h=when where who what why how)例=「この仕事はいつまでにできますか？」
話を広げるためにはオープンクエスチョンが適している。クローズドクエスチョンは自分の期待を押し付けるような聞き方になる場合がある。

## その他の技法、ポイント
- 肯定的な言い方をする。「〜なのでできない」よりは「〜すればできる」。
- バックトラッキング…相手のいった言葉を、言い回しを変えて繰り返す。相手の直前の語尾をそのまま使う、内容を要約するなど。相手は自分の言ったことを理解してくれていると感じる。
- イエスバット法…相手の意見に反対の場合、いきなり反論するのではなく、「なるほどあなたの言うことも分かります、しかし…」と一旦は相手を受け入れた後で反対意見を述べる。
- 話し方のスピードを相手に合わせる。早口な人、ゆっくりしゃべる人に対してそれぞれ速度を調整する。

## 関連
- 敬語
- マナー
- 発声法